# 奎爾皮郡政府
奎爾皮郡（英語：Shire of Quilpie）是澳大利亞昆士蘭州之遠西南部的地方政府；伊羅曼加是郡中人口最密集之地。

## 外部連結
- 昆士蘭州地方政府暨計劃廳－奎爾皮郡政府